# FK Ventspils
Futbola Klubs Ventspils ali preprosto Ventspils je latvijski nogometni klub iz mesta Ventspils. Ustanovljen je bil leta 1997 z združitvijo klubov FK Venta in FK Nafta ter aktualno igra v Virslīgi, 1. latvijski nogometni ligi.
Z domačih tekmovanj ima Ventspils 6 naslovov državnega prvaka, 5 naslovov državnega podprvaka in 7 naslovov prvaka latvijskega ligaškega pokala. Z mednarodnih tekmovanj pa sta vidnejša uspeha Ventspilsa 1 naslov prvaka baltske lige ter uvrstitev v Evropsko ligo v sezoni 2009/10, kjer je v skupini z nemško Hertho, nizozemskim Heerenveenom in portugalskim Sportingom osvojil 4. mesto [3 remiji, 3 porazi].
Domači stadion Ventspilsa je Ventspils Olimpiskais Stadions, ki sprejme 3.200 gledalcev. Barvi dresov sta modra in rumena.